# Station Tønder
Station Tønder (ook wel Tønder H) is een station in Tønder in het uiterste zuiden van Denemarken. Het station werd geopend in 1887 toen Tønder deel uitmaakte van Pruisen. Sinds 1920 is Tønder weer Deens en is het station een grensstation. Naast een verbinding met Esbjerg is er tevens een verbinding met Niebüll in Duitsland.
Van Tønder liep in het verleden een spoorlijn naar Højer Sluse. Tot de aanleg van de Hindenburgdamm in 1927 was de veerboot vanaf Højer de hoofdverbinding naar het eiland Sylt. Na de opening van de dam ging het snel bergafwaarts met deze lijn die in 1962 geheel gesloten werd.
Naar het oosten liep tot 2001 een lijn naar Tinglev. Deze lijn gaf in Tinglev aansluiting naar Sønderborg en op de hoofdlijn van Padborg naar het noorden van Jutland. Tot station Tønder Øst is de lijn nog intact, daarna is deze grotendeels opgebroken. Plannen om de lijn te reactiveren zijn geen van alle uitgevoerd.